# Castianeira trifasciata
Castianeira trifasciata är en spindelart som beskrevs av Yin et al. 1996. Castianeira trifasciata ingår i släktet Castianeira och familjen flinkspindlar. Inga underarter finns listade i Catalogue of Life.